# Simbolismo vegetariano y vegano
Se han diseñado múltiples símbolos para representar tanto el vegetarianismo como el veganismo. Muchos de ellos se emplean en embalajes de comida para su distinción, incluyendo etiquetas como la marca de The Vegan Society o el símbolo Europeo del Vegetarianismo, así como los símbolos de vegetariano y no vegetariano estipulados por el gobierno de la India. Estos símbolos también son utilizados por miembros de las comunidades vegetarianas y veganas para representar sus ideales. También se emplean en el movimiento de liberación animal.

## Símbolos veganos

### V en una circunferencia

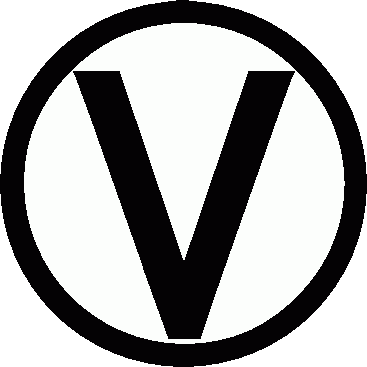
Símbolo del movimiento vegano

La V dentro de una circunferencia es un emoji usado especialmente en las redes sociales por los usuarios que se quieren identificar con esta ideología. Muchos usuarios de las redes como Instagram, Twitter, Facebook, LinkedIn y Youtube lo utilizan también para indicar en una publicación que el contenido es vegano, así como para identificar productos vegetarianos.

### Símbolo vegano anarquista

Símbolo del veganismo anarquista

El símbolo vegano anarquista fue introducido por Brian A. Dominick en el libreto Animal Liberation and Social Revolution en 1995. El autor combinó la V en la circunferencia del símbolo anarquista para representar esta nueva corriente ideológica.

### Bandera vegana

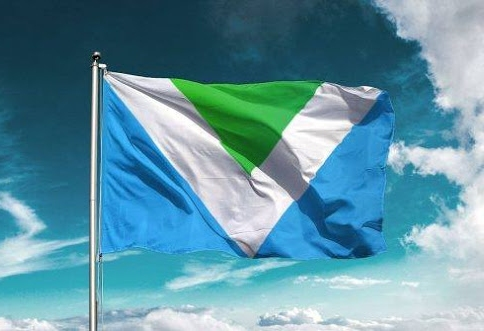
Bandera vegana

La bandera vegana es una bandera civil que se emplea para representar el movimiento por el veganismo y la liberación de los animales. La bandera está formada por tres triángulos: dos azules, en representación de los animales marinos y los animales voladores; uno verde en representación de los animales terrestres; y una V blanca que corta los azules, en representación de la unidad del movimiento. Fue inspirada en la bandera arco iris del movimiento LGTB. Fue creada con el objetivo de unir a los activistas de las organizaciones de derechos de los animales. La bandera fue diseñada por un grupo de activistas y diseñadores gráficos de varios países. El grupo fue formado por Gad Hakimi, un activista vegano y diseñador de Israel. Al principio, algunos miembros del grupo sugirieron que los animales tenían que ser representados en la bandera con colores rojos, para simbolizar la sangre de los animales de los mataderos. Sin embargo, el grupo finalmente escogió elaborar una bandera sobre la unidad del ser humano y la igualdad animal, no solo sobre los animales. Los colores blanco, verde y azul se escogieron representar los hábitats naturales de los diferentes animales; el cielo, la tierra y el mar respectivamente. La letra V para representar a los veganos. Y el triángulo invertido pretende simbolizar la capacidad de hacer lo imposible.

### Vegan Action
La organización Vegan Action acuñó el simoblo Certifed Vegan, que consiste en un circunferencia con una V blanca dentro de un corazón. Es una marca registrada utilizada para certificar que el producto no contiene ningún ingrediente de origen animal ni que afecte al medio ambiente, es decir, para productos que tampoco contengan palma. Se encuentra en más de 800 productos. Actualmente se encuentra en Estados Unidos, Canadá, Australia y Nueva Zelanda, pero es reconocida a nivel mundial.

## Símbolos vegetarianos

### Marca vegetariana india

Símbolo vegetariano en la India

En 2006 el director general de servicios de salud del Gobierno de la India estipuló que los productos envasados en la India deberán llevar un etiquetado que designe si es vegetariano o si no lo es. Se emplea un círculo verde dentro de un cuadrado del mismo color para designar que dicho producto es vegetariano y el mismo símbolo en color rojo para los que no lo sean. El Gobierno también recomienda su uso en restaurantes y puestos de comida para informar a los consumidores.

### Etiqueta V
La V con una hoja (V-Label) es un símbolo acuñado internacionalmente para identificar los productos y servicios vegetarianos y veganos. Este sello surgió en Europa para que las empresas pudieran asegurar la calidad y contenido de los productos que sacaban al mercado. Se emplea en más de 70.000 productos y servicios en todo el mundo y está registrada en más de treinta países. Al ser empleada tanto para productos vegetarianos como veganos se la acompaña de una etiqueta que específica de este modo si el producto contiene huevo o leche de origen animal.

### Marketing vegetariano
Se ha creado la etiqueta "100% vegetal" para designar algunos productos que, obviamente, son vegetales en su totalidad. Esta etiqueta se utiliza con fines comerciales y de marketing por algunas cadenas de distribución.